# Diana Abgar
Diana Abgar (12. října 1859, Rangún – 8. července 1937, Jokohama) byla arménská spisovatelka, diplomatka a ambasadorka v Japonsku. Byla první arménskou ženou, která se stala diplomatkou a možná i první ženou, která byla jmenována do jakékoliv diplomatické služby.

## Život
Narodila se 12. října 1859 v Rangúnu v křesťanské rodině. Pokřtěna byla jako Gayane. Její otec byl indický Armén, který emigroval z jihovýchodní Asie z New Julfa v Persii. Její matka Avet pocházela z rodiny Tateos Avetum v Šírázu. Diana byla nejmladší ze sedmi dětí. Vyrůstala v Kalkatě a vzdělání získala v místní klášterní škole. Uměla plynně mluvit anglicky, arménsky a hindsky. Vdala se za Apcar Michael Apcara, který pocházel ze šlechtického rodu z New Julfa, místa odkud pocházela její rodina. Rodina Abgarů se stala úspěšnými obchodníky po celé jihovýchodní Asii.
Roku 1891 se se svým manželem přestěhovala do Japonska, aby založili a rozšířili rodinný podnik. Nakonec spolu měli 5 dětí, ale přežily jen 3. Když jí bylo 67 let, začala zažívat četné fyzické problémy. Selhával jí zrak, sluch a měla artritidu. Tyto zdravotní problémy vedly k její smrti dne 8. července 1937 v Jokohamě. Byla pohřbena na hřbitově pro cizince vedle svého manžela.

## Diplomatická kariéra
Když 28. května 1918 vyhlásila Arménie nezávislost, nebyla mezinárodně uznána. Nicméně v roce 1920, díky jejímu úsilí, se Japonsko stalo jedním z prvních států, který uznal nezávislost Arménie. Z úcty k jejímu úsilí, ji Hamo Ohanjanyan, ministr zahraničních věcí Arménie, jmenoval čestným konzulem v Japonsku. Tím se stala první arménskou ženou diplomatkou. Nicméně po sovětizaci Arménie roku 1920 byla nucena ukončit svou službu.

## Práce
Když její syn převzal rodinný podnik v Japonsku, soustředila se na svou humanitární, literární a diplomatickou kariéru. Začala pracovat v mnoha časopisech a novinách jako je například The Japan Advertiser, The Far East, The Japan gazette, and Armenia. Hodně se věnovala literatuře. Psala o arménské situaci v Osmanské říši s cílem zvýšit globální povědomí. Do roku 1920 napsala více než 9 knih o Arménské genocidě. Také psala mnoho článků o mezinárodních vztazích a vlivu imperialismu na světové záležitosti a světový mír. Příklady jejích prací:
- The Great Evil. Yokohama, Japan: “Japan Gazette” Press, 1914, 114 str.
- Peace and No Peace. Yokohama, Japan: “Japan Gazette” Press, 1912, 101 str.
- On the Cross of Europe’s Imperialism: Armenia Crucified. Yokohama, Japan: 1918, 116 str.
- In His Name... Yokohama, Japan: “Japan Gazette,” 1911. 52 str.
- Betrayed Armenia. Yokohama, Japan: “Japan Gazette” Press, 1910, 77 str.
- The Truth about the Armenian Massacres. Yokohama, Japan: “Japan Gazette,” 1910, 26 str.
- Home Stories of the War. Kobe, Japan: The Kaneko Printing Works, 1905, 47 str.
- Susan. Yokohama, Japan: Kelly and Walsh, Limited, 1892, 109 str.